# Biełorieck
Biełorieck (ros. Белоре́цк, baszk. Белорет / Beloret) – miasto w Republice Baszkirii, w Rosji, ośrodek administracyjny rejonu biełorieckiego. W 2020 roku miasto zamieszkiwało 64 921 osób. Prawa miejskie nadano w 1923 r.
W Biełoriecku urodziła się Lilija Szobuchowa, rosyjska lekkoatletka, biegaczka długodystansowa.